# Ea H'leo (xã)
Ea H'leo là một xã thuộc tỉnh Đắk Lắk, Việt Nam.
Xã Ea H'leo nằm ở phía bắc huyện Ea H'Leo, có vị trí địa lý:
- Phía bắc giáp huyện Chư Pưh
- Phía nam giáp các xã Ea Ral, Cư Mốt và Ea Wy
- Phía đông giáp xã Ea Sol và huyện Phú Thiện
- Phía tây giáp huyện Ea Súp.

Là xã có diện tích lớn nhất trong 12 đơn vị hành chính cấp xã của huyện.